# Виленская летопись
Ви́ленская ле́топись — старейший список «Летописца великих князей литовских», являющийся небольшой частью пространной общерусской летописи — летописи Авраамки, сохранившийся в составе летописного сборника конца XV — начала XVI веков, известного как Виленский сборник.
Список содержит дефекты: конец текста не сохранился, повествование обрывается на смерти князя Скиргайло в Киеве. Рукопись написана живым западнорусским языком, местами с вкраплениями книжной лексики и церковнославянизмов.
Впервые Виленская летопись была опубликована Афанасием Бычковым в 1893 году. Переиздана в 17 и 35 томах Полного собрания русских летописей. Одно время рукопись считалась утраченной.